# فرانتس کساور سوسمایر

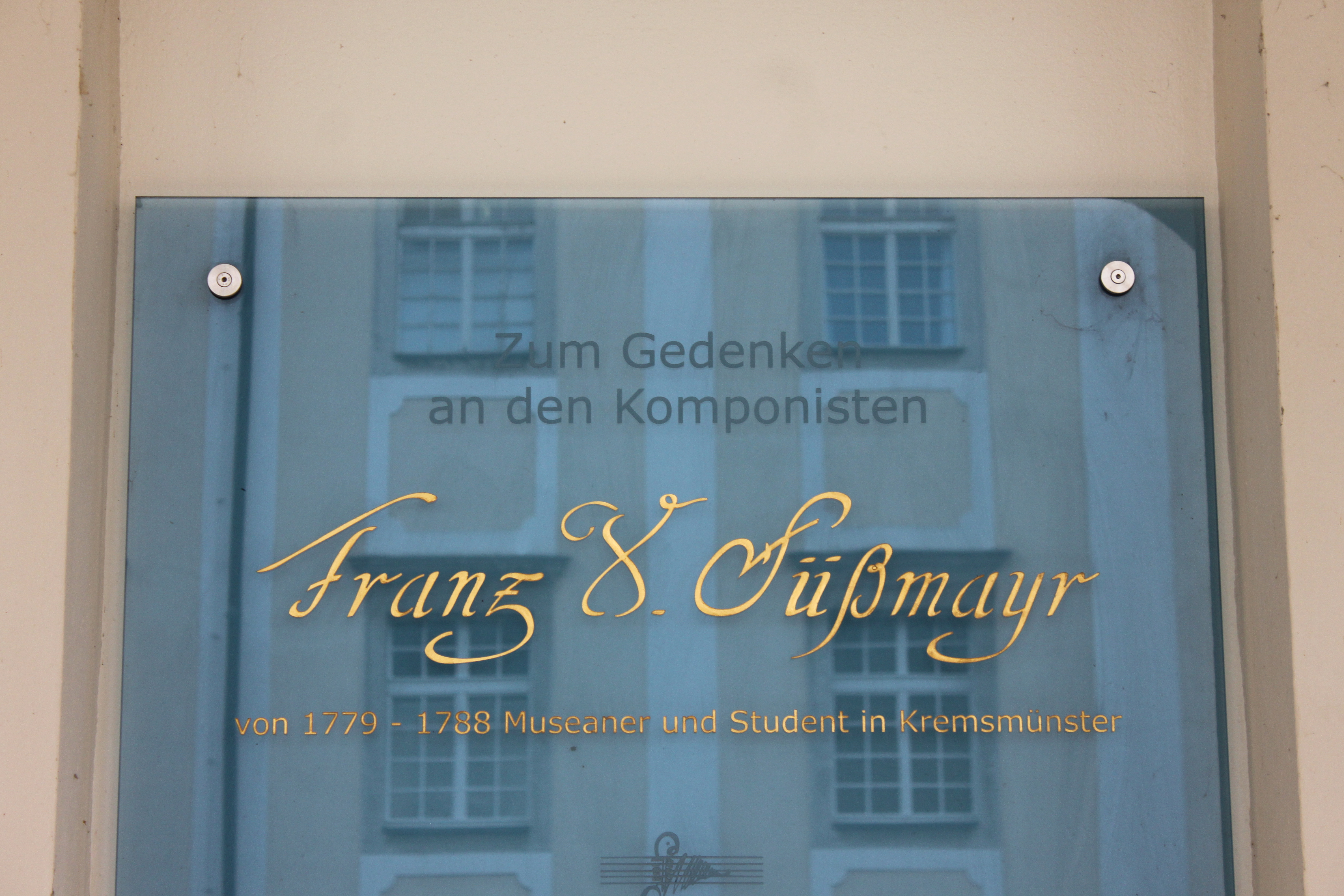
لوح یادبود در کرمسمونستر

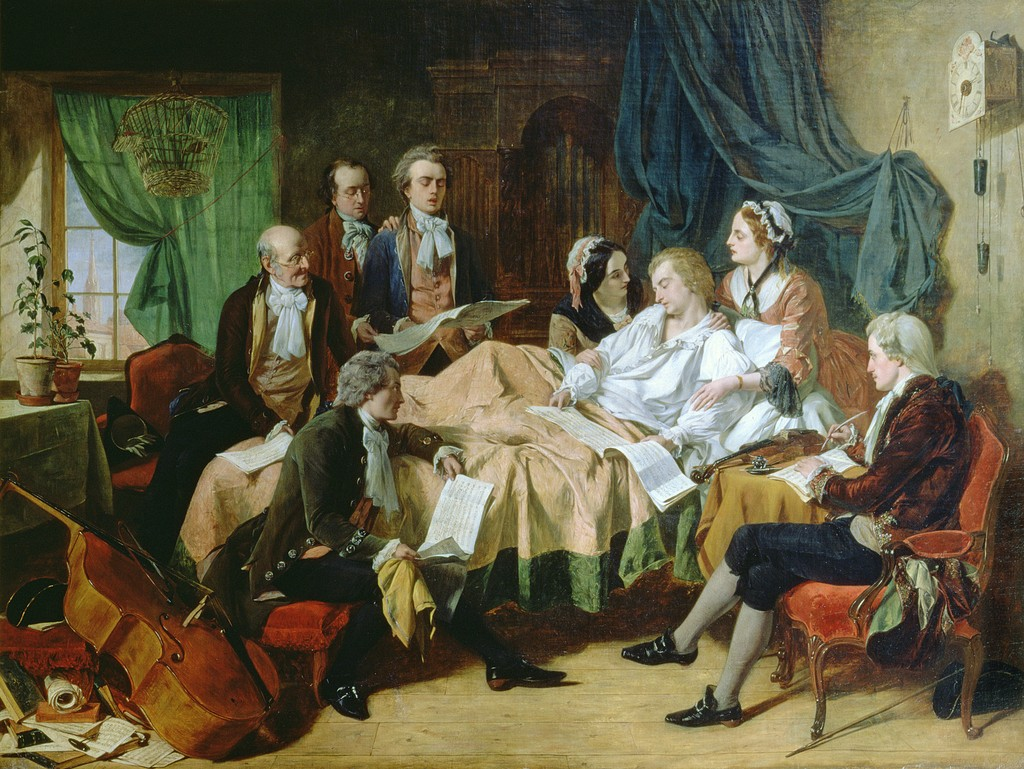
آخرین ساعات زندگی موتسارت. سوسمایر در گوشه سمت راست در حال نوشتن نت و یادداشت نشان داده شده است. این نقاشی اثر هنرمند بریتانیایی هنری نلسون اونیل است و در دهه ۱۸۶۰ میلادی خلق شده است

فرانتس کِساور سوسمایر (آلمانی: Franz Xaver Süssmayr؛ ‏ [fʁant͡s ˈksa:.vɐ ˈsy:s.maɪ̯ɐ]؛ ‏ ۲۲ ژوئیهٔ ۱۷۶۶ – ۱۷ سپتامبر ۱۸۰۳) آهنگساز، موسیقی‌دان و رهبر ارکستر اهل اتریش بود. او که در زمان خود شهرت داشت امروزه بیشتر به عنوان آهنگسازی شناخته می‌شود که رکوئیم ناتمام ولفگانگ آمادئوس موتسارت را تکمیل کرد. علاوه بر این، اپراهای سوسمایر در دیر کرمسمونستر اجرا شده است، و کانتاتا سیاسی-سکولار او به نام «ناجی در خطر» (۱۷۹۶)، اولین اجرای کامل خود را پس از بیش از ۲۰۰ سال در ژوئن ۲۰۱۲ در نسخه جدید مارک نابهلز به رهبری ترنس استونبرگ به‌خود دید. همچنین سی دی‌های ضبط شده‌ای از آثار ناتمام دیگر او همچون کنسرتو کلارینت، (تکمیل شده توسط مایکل فریهان)، یکی از رکوئیم‌های آلمانی ناتمام او و میسا سولمنیس در ر ماژور به بازار عرضه شده است.